# St.-Nicolai-Kirche (Werdum)

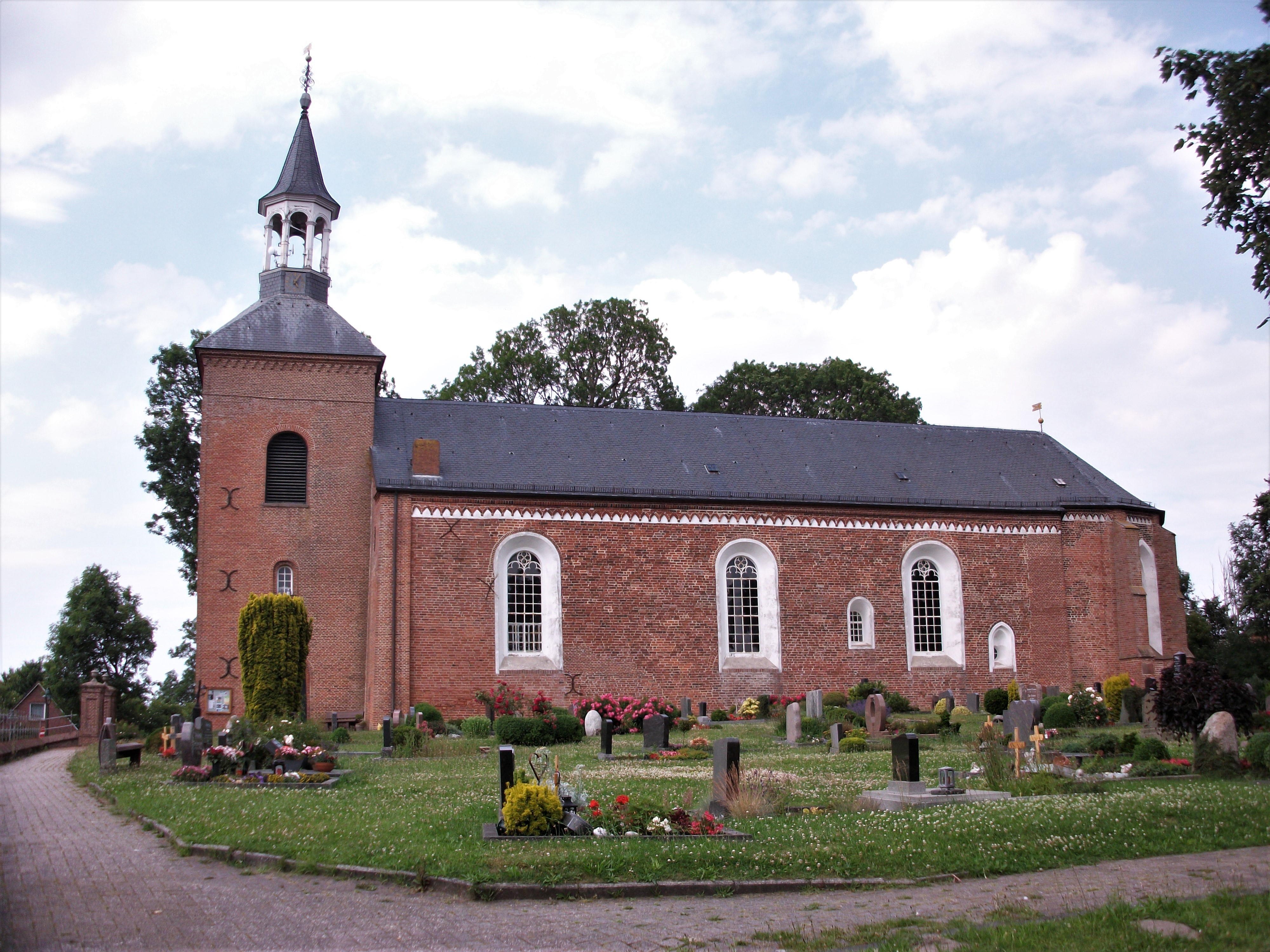
Kirche in Werdum

Die evangelisch-lutherische St.-Nicolai-Kirche in Werdum, Samtgemeinde Esens (Ostfriesland), wurde auf einer Warft errichtet und 1327 geweiht.

## Geschichte

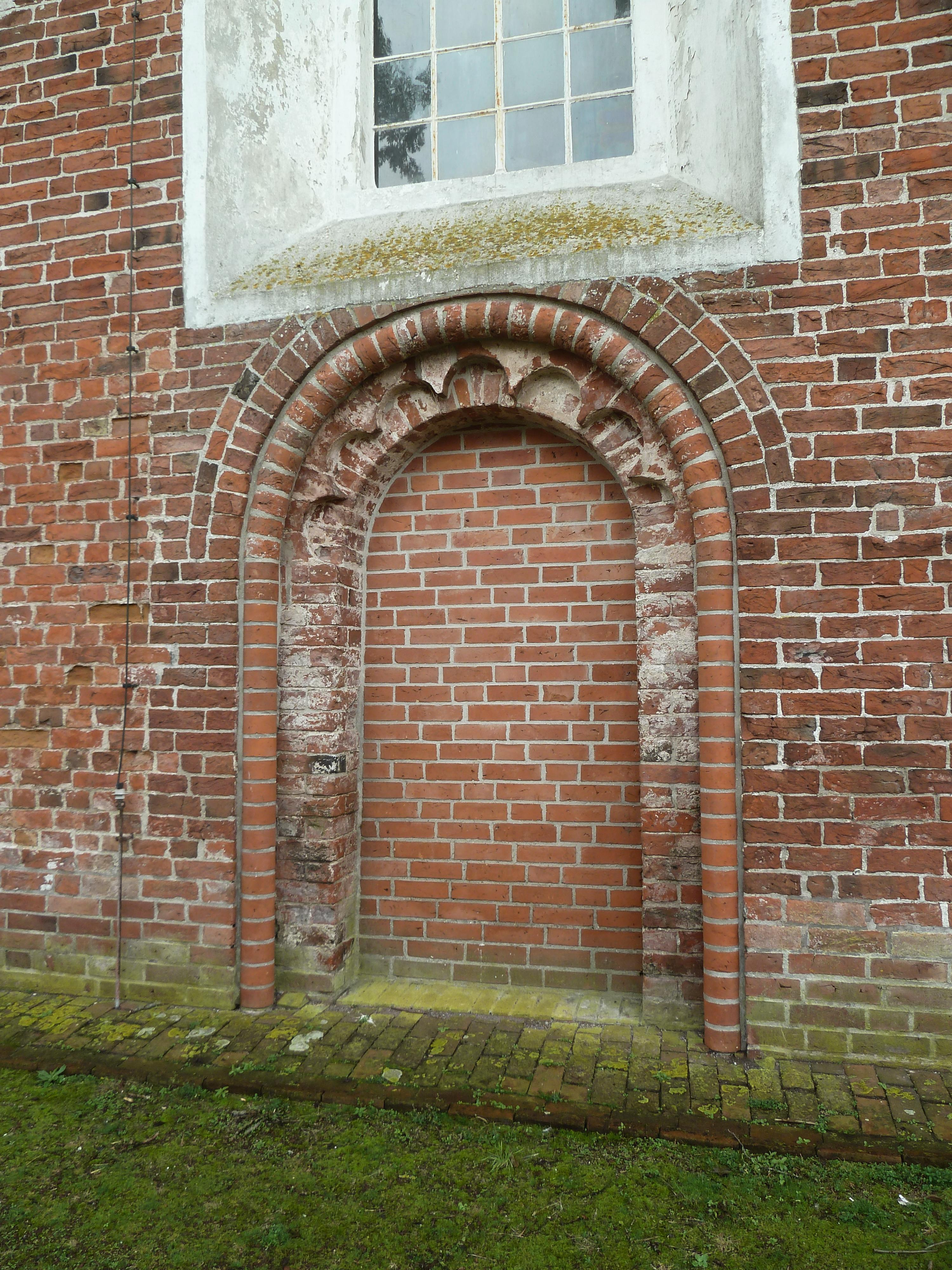
Vermauertes Nordportal mit Zackenbogen

Die Kirche trug in vorreformatorischer Zeit das Patrozinium des Nikolaus von Myra, der als Schutzpatron der Seefahrer, Kaufleute und Kinder galt. Der Name wurde dann nach der Reformation beibehalten. Der rechteckige Einraumsaal wurde auf den Fundamenten eines älteren Vorgängerbaus errichtet und weist mit seinen Ecklisenen und dem reich verzierten Gesims Elemente des romano-gotischen Übergangsstils auf. Die beiden Rundbogen-Portale an der Nordseite sind heute zugemauert. Die Zackenbogen weisen möglicherweise auf eine Bauzeit zwischen 1230 und 1250. Der gotische polygonale Hochchor mit Vorjoch und Kreuzrippengewölbe von 1476 wurde während der Herrschaft des Häuptlings Hicko Boyungs von Edenserloog an der geraden Ostwand angebaut. Von den einst zwei Hagioskopen blieb nur das südliche erhalten, das nördliche ist außen vermauert, innen aber mit seiner Backsteinrahmung zu erkennen. Im Zuge einer Restaurierung konnte die ursprüngliche Ausmalung des Gewölbes weitgehend freigelegt werden. Im Jahr 1763 wurde an der Westseite der Glockenturm mit einer Höhe von 32 Metern errichtet, der auch als Zugang zur Kirche dient. Der Turm wird von einer offenen Laterne auf einer flachen Pyramide bekrönt. Die großen rundbogigen Fenster im Stil des Romantischen Historismus wurden 1869 eingebrochen.

## Ausstattung

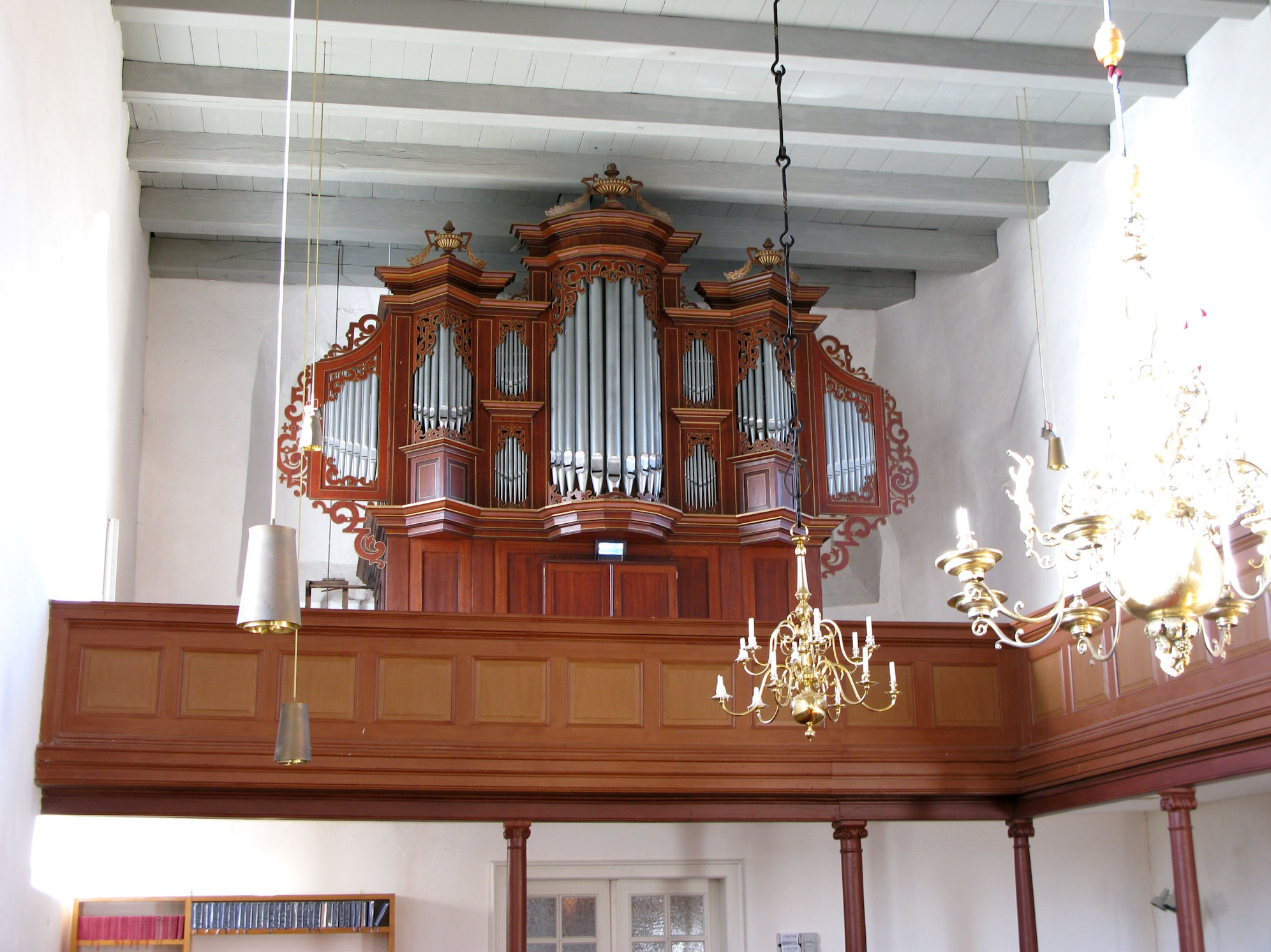
Diepenbrock-Orgel (1898)

Ursprünglich wies der Innenraum drei Joche auf, die später durch eine flache Balkendecke ersetzt wurden. Der Kronleuchter wurde 1692 von einer Familie Ommen gestiftet. Zwei weitere mussten 1943 abgegeben werden und wurden eingeschmolzen. Sie wurden im Jahr 2002 ersetzt. Die Kanzel datiert von 1670, der Taufständer stammt aus der zweiten Hälfte des 18. Jahrhunderts. Das Altarretabel mit der Abendmahlsszene malte Antonie Röntgen geb. Tischbein 1796. Ein Teil des alten Taufsteins aus Granit wurde übernommen. Das Altarbild mit der Abendmahlsszene wurde 1796 von Antonie Röntgen geb. Tischbein geschaffen. Das ursprüngliche Altarbild von 1573 ist erhalten und hängt heute im Chorraum. Die Orgel baute Johann Diepenbrock 1897/98 mit 14 Registern auf zwei Manualen und Pedal und mechanischen Kegelladen. Sie ist vollständig erhalten und wurde 1987/88 von Martin Haspelmath gründlich instand gesetzt.